# Kurt Karl Doberer
Kurt Karl Doberer (* 11. September 1904 in Nürnberg; † 20. August 1993 ebenda) war ein deutscher Ingenieur, Journalist, Schriftsteller und Philatelist.

## Leben
Kurt Karl Doberer war der Sohn eines Angestellten. Er besuchte die Realschule und studierte von 1924 bis 1927 Maschinenbau an der Höheren Technischen Staatslehranstalt in Nürnberg. Anschließend war er als Überwachungsingenieur bei den Nürnberger Siemens-Schuckert-Werken tätig. Studienreisen führten ihn in den Nahen Osten und nach Nordafrika. Bereits 1926 erschien seine erste SF-Story Wunder im Mond. Doberer gehörte ab 1927 der SPD an. 1931/32 studierte er Publizistik am Institut für Zeitungskunde der Hochschule für Wirtschafts- und Sozialwissenschaften Nürnberg, 1932/33 am Seminar für Zeitungswissenschaft der Hochschule für Politik in Berlin; während dieser Zeit war er Mitglied der Sozialistischen Studentenschaft und Leiter der „Akademischen Legion“ innerhalb des sozialdemokratischen „Reichsbanners Schwarz-Rot-Gold“, mit dem er 1933 noch eine Regierung Hitler zu verhindern versuchte. Nach der Machtübernahme der Nationalsozialisten und einer Hausdurchsuchung durch die Gestapo emigrierte Doberer Ende 1933 in die Tschechoslowakei.
Doberer, der bereits seit 1926 häufig Beiträge für die sozialdemokratische Presse geliefert hatte, hielt sich während seines Aufenthalts in Prag weiter mit journalistischen Arbeiten, auch für die deutsche Exilpresse, über Wasser. Sein 1928 in Fortsetzungen erschienener erster Roman wurde 1934 in Prag als Die Rakete neu aufgelegt. In den Dreißigerjahren verfasste er politische Gedichte sowie weitere utopisch-technische Erzählungen und Romane, von denen die antifaschistische Utopie „Republik Nordpol“ am bekanntesten wurde. In diesem Roman verweigert die Mannschaft eines Panzerkreuzers der braunen Obrigkeit den Gehorsam, flüchtet erfolgreich durch die Weltmeere und gründet am Nordpol eine freie Republik. Daneben entstanden auch spekulative Sachbücher über zukünftige Entwicklungen der Kriegswaffentechnik. 1938 gelang es ihm mit Unterstützung des tschechischen PEN, nach Großbritannien zu emigrieren. Zu Beginn des Zweiten Weltkriegs wurde er auf der Isle of Man interniert. 1941/42 wirkte er am Programm der BBC mit; ab 1942 war er Mitglied und Sekretär des deutschsprachigen PEN-Zentrums in London.
1949 kehrte Doberer aus der Emigration nach Nürnberg zurück. In der Folgezeit lieferte er wiederum zahlreiche Beiträge für deutsche Zeitungen und veröffentlichte auch einige belletristische Werke und Sachbücher. Der Schwerpunkt seiner Tätigkeit lag allerdings seit den Sechzigerjahren auf dem Gebiet der Philatelie: Doberer war geprüfter und vereidigter Sachverständiger für klassische altdeutsche Briefmarken und verfasste zahlreiche Bücher für Briefmarkensammler. Als Autor mit einem Faible für die technische Utopie, die bei ihm häufig durchaus kritische Züge trägt, und den Orient war Doberer bereits lange vor seinem Tod in Deutschland weitgehend in Vergessenheit geraten. Er war Mitglied des Vereins Deutscher Ingenieure (VDI).

## Auszeichnungen
- Förderpreis der Joseph-E.-Drexel-Stiftung für das Nürnberger Konservatorium (1961)
- Kalckhoff-Medaille (1972)
- Sieger-Preis für Rauten und gekrönte Löwen – Geschichte der bayerischen Briefmarke (1972)
- Bundesverdienstkreuz am Bande (27. Mai 1974)[2]

## Werke

### Autor
Aufsätze in deutschen Exilzeitschriften 1933–1945
- 2 Artikel in: Die Zeitung.
- 2 Artikel in: Neuer Vorwärts.
- 43 Artikel in: Europaeische Hefte.
- 2 Artikel in: Pariser Tageszeitung.
- 36 Artikel in: Sozialistische Warte.

Lyrik
- Prolet das bist du. Gedichte dieser Zeit. Verlag Neumann, Prag 1935, DNB 992244404.
- Hebt unsre Fahnen in den Wind! Gedichte dieser Zeit. Verlag Graphia, Karlsbad 1936, DNB 993118542.
- Die Schiene. Gedichte. Dietz-Verlag, Berlin 1948, DNB 840646682.
- Ruf der Sterne. Gedichte. Verlag der Nürnberger Presse, Nürnberg 1968, DNB 456467556.

Fünf seiner Gedichte sind in dem Science-Fiction-Romanheft Terra Nova Nr. 102 (Jeff Sutton: Der Mann, der aus der Zukunft kam) erschienen. Moewig Verlag, München 1969, DNB 458321133.
Prosa
- Lilith und der Komet. Ein abenteuerliches modernes Märchen. [Prag 1933], DNB 991763335.
  - Der grüne Komet. Roman. In: La Presse Libre (Straßburg), 4. Juli bis 22. August 1949, DNB 991763254.
- Die Rakete. Prag 1934.
- Wunder im Mond. Wettin-Verlag, Kirchberg/Jagst 1971, DNB 730148513 (SF-Kurzgeschichtensammlung).
- Republik Nordpol. Guhl-Verlag, Berlin 1989, ISBN 3-88220-254-8 (früherer Titel Nordpol – Gold am Pol).
- Frauengeschichten. ABZ-Verlag, Fürth 1990, ISBN 3-927762-01-6.

Sachbücher
- zusammen mit Max Seydewitz (Umschlagentwurf von John Heartfield): Todesstrahlen und andere neue Kriegswaffen. Malik-Verlag, London 1936, DNB 992851467.
- Elektrokrieg. Maschine gegen Mensch. Saturn-Verlag, Wien [1937], DNB 993118437.
  - englische Übersetzung mit einem Vorwort von Henri Albert Niessel: On the way to electro-war . Scientific Book Club, London 1943, DNB 993118496.
- Die unbekannte Waffe. Möglichkeiten und Grenzen. Editions Nouvelles Internationales, Paris 1938, DNB 99311881X.
  - englische Übersetzung: Secret Weapon. Practical Press, London 1944, DNB 579307468.
  - spanische Übersetzung von F. G. Singer: Armas secretas. Editorial Hispano Americana, Buenos Aires 1944, DNB 99176319X.
- Die Vereinigten Staaten von Deutschland. Verlag Weismann, München 1947.
- Sinn und Zukunft der Automation. EVA, Frankfurt/M. 1958, DNB 450960161.
- Goldsucher, Goldmacher. Welt zwischen Tat und Traum. Prestel-Verlag, München 1960.
  - Die Goldmacher. Zehntausend Jahre Alchemie. 2. Aufl. Universitas-Verlag, München 2003, ISBN 3-8004-1124-5.
- Essais und Probedrucke altdeutscher Staaten. Amm-Verlag, Nürnberg 1963.
- Schwarze Einser, rote Dreier. Kleine Kulturgeschichte der Briefmarke. Fackelträger-Verlag Schmidt-Küster, Hannover 1967, DNB 456467572.
  - Lizenzausgabe: Büchergilde Gutenberg, Frankfurt am Main, Wien, Zürich 1968, DNB 456467580.
  - Durchgesehene und korrigierte Taschenbuchausgabe: Kulturgeschichte der Briefmarke. Fischer-Taschenbuch-Verlag, Frankfurt am Main 1973, ISBN 3-436-01798-1 (2. Auflage 1974).
- Briefmarkensammeln mit Gewinn. Das Taschenbuch für Briefmarkenfreunde und solche, die es werden wollen. Heyne, München 1968, DNB 456467513.
  - 5. Auflage: Richtig Briefmarken sammeln. Heyne, München 1982, ISBN 3-453-41240-0.
- Schiffbruch. Einsame Inseln, Robinsone, Piraten; Dokumente, Berichte, Tatsachen. Hohenloher Verlagshaus, Gerabronn 1969, DNB 456467564.
- Drachenschlacht. Legenden, Berichte, Augenzeugen. [Fotos, Felsbilder, Rekonstruktionen.] Hohenloher Verlagshaus, Gerabronn 1970, DNB 456467548.
- Philatelie für Kenner. Altdeutsche Staaten. Fackelträger-Verlag Schmidt-Küster, Hannover 1970, ISBN 3-7716-1300-0.
  - Taschenbuchausgabe: Goldmann, München 1976, ISBN 3-442-10601-X.
- Rauten und gekrönte Löwen. Geschichte der bayerischen Briefmarke. Bruckmann Verlag, München 1972, ISBN 3-7654-1449-2.
- Kleine Briefmarkenkunde. Eine Anleitung für junge Sammler. Dtv, München 1974, ISBN 3-423-07153-2.
- Auf der Suche nach dem Unteilbaren. 2500 Jahre Elemente und Atomforschung von Thales bis Mme Curie. Pfriemer-Verlag, München 1981, ISBN 3-7906-0105-5.
- Handbuch für den Briefmarkensammler. Eine Anleitung für neue Sammler. Philapress, Göttingen 1987, ISBN 3-924781-11-7.
- Bayern-Philatelie. Geschichte der bayerischen Briefmarken. Phil-Creativ-Verlag, Schwalmtal 1990, ISBN 3-928277-00-6.

### Bearbeiter
- Schiffbrüchige auf einsamen Inseln. Alte Quellen nacherzählt. Holz-Verlag, Berlin 1972.
- Till Eulenspiegels Schelmenstreiche. Verlag Öffentliches Leben, Göttingen 1949.
- Weise Narren, närrische Weise. Die besten Eulenspiegel-Geschichten aus alten Volksbüchern neu erzählt und der „Ur-Münchhausen“ aus dem Engl. übertragen. Hohenloher Verlagshaus, Gerabronn 1968.

### Herausgeber
- Alte Briefmarken. Battenberg-Verlag, München 1983, ISBN 3-87045-215-3 (Battenbergs Antiquitäten-Kataloge).
- Schöne Briefmarken. Harenberg-Verlag, Dortmund 1979, ISBN 3-88379-099-0 (Die bibliophilen Taschenbücher; 99).

### Übersetzer
- Daniel Defoe: Der Pirat. Goldschätze, Bukaniere, ferne Inseln („The king of pirates“). 2. Aufl. Arena-Verlag, Würzburg 1978.
- John Diebold: Die automatische Fabrik („Automation“). 2. Aufl. Nest-Verlag, Frankfurt/M. 1955.
- Rudolf Erich Raspe: Karl Friedrich Hieronymus Freiherr von Münchhausen. Bericht seiner wunderbaren Abenteuer und Kriegszüge in Rußland („Baron Munchhausen's narrative of his marvellous travels and campaigns“). Verlag Öffentliches Leben, Göttingen 1949.
- Pierre Viaud: Kapitän Viauds Aufzeichnungen vom gnadenlosen Überlebenskampf nach dem Untergang der „Tiger“ im Golf von Mexiko, 1766 („Naufrage et aventures de M Pierre Viaud, natif de Bordeaux, capitaine de navire“). Erdmann Verlag, Tübingen 1978, ISBN 3-7711-0306-1.